# Goralenvolk

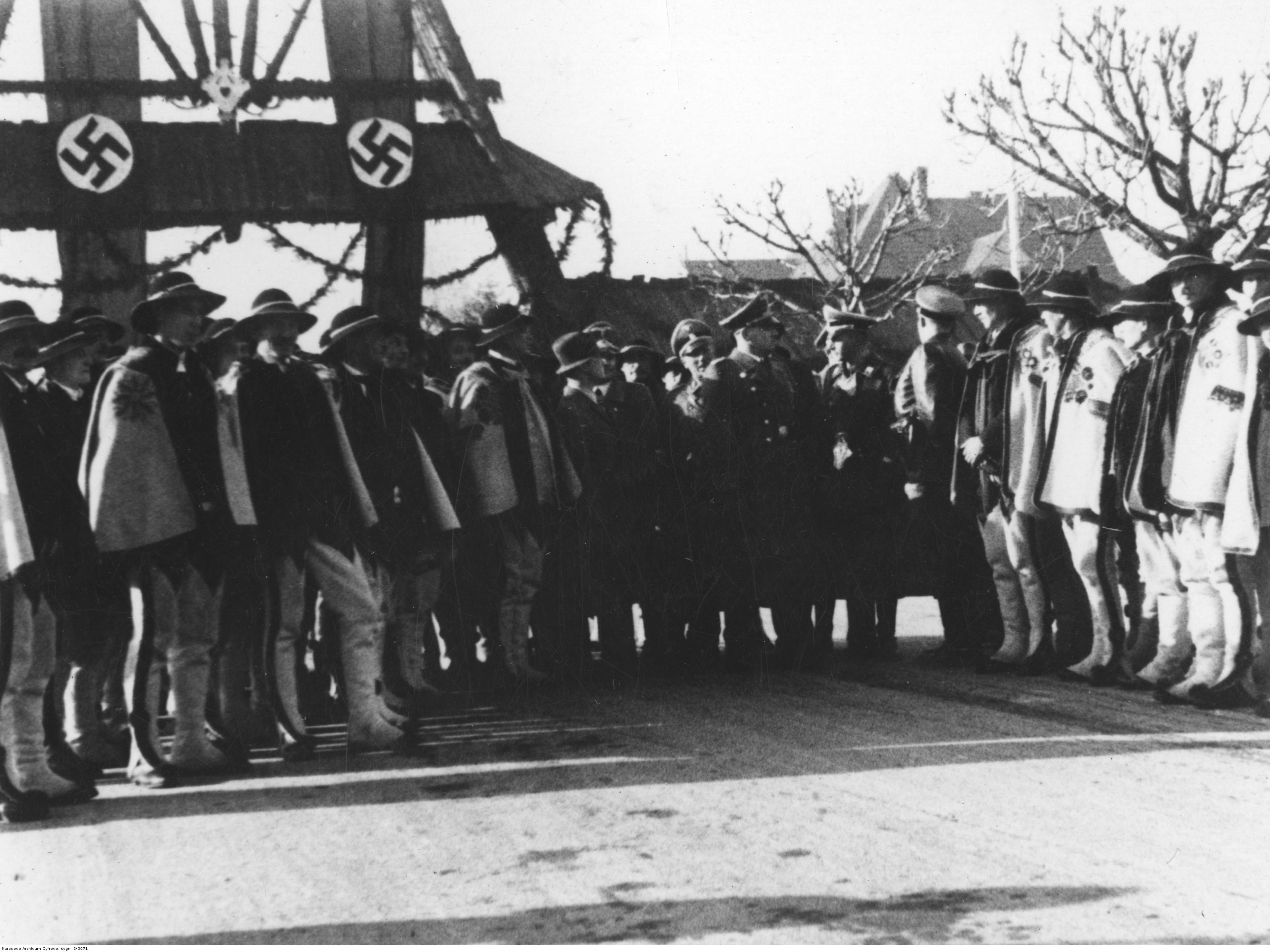
Incontro del governatore Hans Frank a Zakopane con i leader del Goralenvolk nel novembre 1939.

Goralenvolk fu un termine geopolitico inventato dai nazisti durante la seconda guerra mondiale in riferimento alla popolazione górale degli altipiani della regione di Podhale, nel sud della Polonia, vicino al confine slovacco: i tedeschi postularono per essa una nazionalità distinta nel tentativo di separarla dalla cittadinanza polacca durante l'occupazione.
Goralenvolk deriva dalla parola polacca górale comunemente riferita al gruppo etnico che viveva nei monti Beskid e Tatra. Cercando di far collaborare i gorale con le SS, i nazisti li proclamarono di discendenza germanica, e quindi meritevoli del programma di germanizzazione e del trattamento diverso rispetto ad altri polacchi.

## Origine del termine
L'ideologia nazista sosteneva che i gorale discendevano dai tedeschi etnici stabilitisi in quella regione nel medioevo e per questo considerabili di origine germanica; questo concetto non ebbe origine durante il nazismo: ad esempio, anche la voce "Goralen" del Meyers Konversationslexikon del 1885 affermava che i tedeschi vivevano in quella zona nell'XI secolo ma furono slavizzati.

## Occupazione tedesca

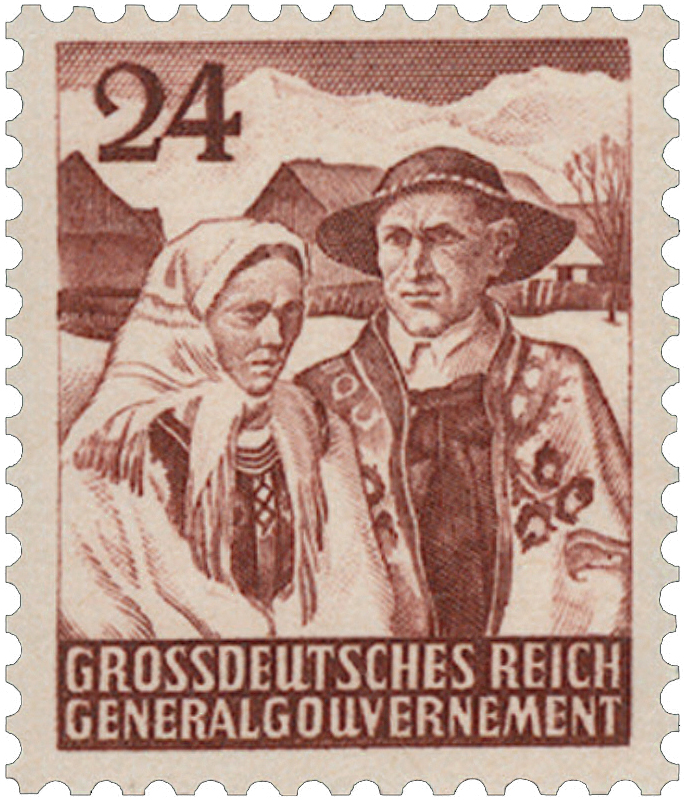
Coppia di contadini Górale raffigurata in un francobollo del Governatorato Generale stampato nel 1944.

La regione abitata dai gorale (cioè la contea polacca prebellica di Nowy Targ a Podhale) fu annessa alla Germania subito dopo l'invasione della Polonia nel 1939. Successivamente le autorità tedesche tentarono di assimilare la popolazione nel gruppo del Volksdeutsche e di incoraggiare la loro collaborazione con le forze di occupazione. Ben presto un piccolo gruppo di collaboratori locali si riunì sotto la guida del Reichsdeutsche Witalis Wieder, con Wacław Krzeptowski (un autoproclamato Goralenführer) e i suoi cugini Stefan e Andrzej Krzeptowski, così come la sospetta spia tedesca Henryk Szatkowski e Józef Cukier di Zakopane. Durante la visita del governatore generale nazista Hans Frank a Podhale, il 7 novembre 1939, fu proposto di stabilire uno stato separato per il Goralenvolk. La maggior parte dei collaboratori fuggì in Germania alla fine della guerra, tranne Krzeptowski, che si nascose tra le montagne (a na Stołach) in una baracca isolata. Fu arrestato dall'unità polacca Armia Krajowa al comando del tenente Tadeusz Studziński, accusato di alto tradimento e impiccato il 20 gennaio 1945.
L'attuazione del piano Goralenvolk, finalizzato alla germanizzazione degli altipiani polacchi, fu attivamente contrastato dalla Confederazione Tatra, un'organizzazione clandestina di resistenza polacca fondata nel maggio 1941 a Nowy Targ (capitale storica di Podhale), dal poeta e partigiano Augustyn Suski (alias Stefan Borusa durante la guerra) con Tadeusz Popek (alias Wacław Tatar) come suo vice e Jadwiga Apostoł (alias Barbara Spytkowska) come segretaria amministrativa.
Suski fu assassinato nel campo di concentramento di Auschwitz, Popek fu torturato e giustiziato a Zakopane. Il censimento tedesco condotto nel 1940 dimostrò che il 72% della popolazione locale si identificò come etnicamente polacca piuttosto che tedesca, deludendo le aspettative dell'amministrazione nazista.

### Tentativo di reclutamento
Nel gennaio 1943 le SS della Germanische Leitstelle intrapresero una campagna di reclutamento nella Zakopane occupata con l'obiettivo di creare una nuovissima divisione Waffen-SS. Si presentarono circa 200 giovani, dopo aver ricevuto scorte illimitate di bevande alcoliche salirono su un treno diretto a Trawniki ma, quando passò l'ebbrezza, scesero dal treno nella vicina Maków Podhalański: solo dodici uomini arrivarono per l'addestramento SS a Trawniki, furono protagonisti di una grande scazzottata con gli ucraini, provocarono il caos, furono arrestati e mandati via.
L'intera idea fu abbandonata dall'SS-Obergruppenführer Krüger con una lettera ufficiale del 5 aprile 1943. Il fallimento contribuì al suo licenziamento il 9 novembre 1943 a cui provvide Hans Frank. Krüger si suicidò nell'Alta Austria due anni dopo.